# 嶌田川儀兵衞
嶌田川 儀兵衞（しまだがわ ぎへえ、1844年8月 - 1922年2月15日）は、上野国邑楽郡（現在の群馬県館林市）出身で東関部屋に所属した大相撲力士。本名は東関 庄助（あずまぜき しょうすけ）、旧姓は濱野儀兵衛（はまの ぎへえ）。 最高位は東前頭9枚目。

## 人物
1844年（天保15年）生まれ。1869年染手綱で序ノ口。三段目で嶌田川と改名し、1875年幕下二段目10枚目（十両格）。負け越しが多かったが十両を維持し、1880年5月36歳で新入幕。4場所在位したが5勝しかできず1882年5月十両陥落。1886年5月41歳で引退し年寄東関を襲名。長く在職し勧進元を3回務めた。1918年横綱太刀山に年寄名跡を譲り73歳で廃業、1922年77歳で死去。力士としては長寿であった。容貌から「鯛のジイ」と呼ばれ、初っ切りの名人としても知られた。

## 略歴
- 1869年（明治2年）11月場所　初土俵（序ノ口）、四股名は染手綱（そめたづな）
- 1875年（明治8年）4月場所、十両昇進
- 1880年（明治13年）5月場所、新入幕を果たす
- 1882年（明治15年）1月場所、東前頭9枚目で0勝3敗1分6休に終わり、幕内陥落
- 1886年（明治19年）5月場所、現役引退、年寄・東関襲名
- 1918年（大正7年）1月　廃業
- 1922年（大正11年）、77歳で死去

## 主な成績
- 通算成績：45勝69敗12休16分6預（18場所）
- 幕内成績：5勝17敗12休4分2預（4場所）
- 十両成績：40勝52敗12分4預（14場所）

## 参考資料
- 『大相撲名力士風雲録　第11号』、ベースボールマガジン社